# Bengt Wilhelm Hallberg
Bengt Wilhelm Hallberg, född den 13 maj 1824 i Asmundtorps socken, Malmöhus län, död den 4 maj 1883 i Landskrona, var en svensk kyrkomusiker.
Hallberg tog organistexamen 1845, skolkantors- 1848 och musikdirektörsexamen i Stockholm 1849 och blev kantor och organist i Landskrona 1852. År 1860 besökte han Skottland samt företog 1871 och 1873 på statens bekostnad resor i Tyskland, Österrike och Italien för uppsökande av nordiska kyrkliga hymner från medeltiden. Bland Hallbergs många skrifter märks 14 lätta orgelpreludier (1854; "21 lätta preludier för orgel", 1879), Ave Maria för sopran med cello och piano (1857), Skandinavisk hymndikt från medeltiden (1859), Skolsånger i solfa-notation (1862), Svensk choralbok i solfa-notation (1862), Skånska sångföreningarnas album (1864), Choraler till svenska kyrkans psalmer i solfa-notation (1870), Handbok för undervisning i sång enligt skotska solfa-systemet (1868), "Cecilia", musiktidning för folket (1868-69), Förslag till koralbok för svenska kyrkan (1882; vitsordat av Musikaliska akademien) med mera. Outgivna är två uvertyrer, en symfoni och ett scherzo (uppförda i Köpenhamn), fem stråkkvartetter, två mässor, ett rekviem, kantater och mindre sånger med mera, dessutom en harmonilära, en avhandling om kyrkotonarterna, en orgelskola, en dansk koralbok samt hans stora, för den äldre svenska kyrkomusiken mycket värdefulla samlingar, av vilka åtskilliga 1930 skänktes till Lunds universitetsbibliotek.

## Verklista

### Scenisk musik
- Sjutton sånger och hymner till George Stephens melodrama Revenge, or Woman's Love (arrangemang), 1856. Tryckt i London.

### Orkesterverk
- Konsert ouvertyr i D-dur, 1855.
- Symfoni i F-dur, 1870.
- Scherzo i B-dur, 1870.
- Uvertyr nr 2 i F-dur (även i arrangemang för flöjt, 2 violiner, viola, violoncell och piano).

### Kammarmusik
- Pianotrio: 2:a Romans för violon, violoncelle och piano, 1851.
- Trio, c-moll, för violin, violoncell och piano, 1853.
- Romans för flöjt, violoncell och piano, 1860.
- Romans för violoncell och piano, 1872.
- Melodi i C-dur - nr 1, "Hemmets stjärna".

#### Stråkkvartetter
- Rondo, C-dur, 1850.
- Scherzo, C-dur, 1851.
- Stråkkvartett nr 1, C-dur, 1850–1852.
- Stråkkvartett nr 2, G-dur, 1858.
- Stråkkvartett nr 3, F-dur, 1858 (finalen reviderades 1872).
- Stråkkvartett nr 4, d-moll, 1859.
- Stråkkvartett nr 5, D-dur, 1859.
- Kanon: Menuett.

#### Stråksextett
- Sextett, C-dur, för 2 violiner, 2 altvioliner och 2 violonceller, 1855.

#### Pianokvintett
- Divertissement av svenska folkmelodier för flöjt, violin, violoncell och piano, 1854.

#### Pianoseptett
- Vals i D-dur, för flöjt, 2 violiner, viola, violoncell, kontrabas och piano, 1874.
- Vänskaps vals, D-dur, för flöjt, 2 violiner, viola, violoncell, kontrabas och piano, 1874.

#### Kammarmusik med orgel
- Adagio religioso, c-moll, för orgel och stråkar, 1852.
- Adagio, F-dur, för violin, violoncell och orgel.

### Pianoverk
- Elegie i c-moll, 1843.
- Nattlig fantasi (två nocturner för pianoforte), op. 24, 1844. 
  - Nummer 1 i Ciss-dur.
  - Nummer 2 i G-dur.
- Två nocturner. 
  - Nocturne i f-moll, 1844.
  - Nocturne i Ess-dur.
- 6:e nocturnen, F-dur, op. 33, 1845.
- Nocturne religioso, d-moll, op. 35, för vänster hand, 1846.
- Tema med variationer, 1847.
- Toner från Kullaberg, 1847.
- Nocturne: Havet och stjärnhimmeln (skiss), 1848.
- Sylvias visa, 1871.
- Flickans längtan till stranden: Melodi till ett nocturne av Willmers.
- Meditations religieuses.
- Romans religieuse, Ass-dur.
- Dramatisk fantasi (ett potpurri på operamelodier).

### Orgelverk
- 14 lätta koralpreludier, Helsingborg 1854.
- 21 lätta preludier för orgel, Stockholm 1878.
- Några anspråkslösa tonföljder för orgel.
- Koralförspel i de gamla kyrkotonarterna.

### Koraler och mässmusik (tonsättningar, utgåvor och samlingar)
- Koralbok, 1843.
- Koralmelodier, till svenska församlingens tjänst. Stockholm: Hirsch, 1857.
- Cantica sacra. Koralmelodier, bearbetade till svenska församlingens tjänst, 1859
- Samling av de oftast förekommande koraler, 1861.
- Svensk koralbok i sol-fa notation, Landskrona, 1867.
- Koraler till svenska kyrkans psalmer, jämte mässans responsorier i sol–fa notation, Stockholm, 1870.
- Förslag till koralbok för svenska kyrkan, 1881, Norrköping, 1882.
- Koralmelodier till svenska kyrkans psalmer med särskild hänsyn till skolornas och menighetens behov, Norrköping, 1883.
- Folkkoraler, Bengt Wilhelm Hallbergs samling (redaktör: Elisabeth Wentz-Janacek). Slite: Wessmans, 2000.
- Koralbok. De oftast förekommande koralmelodier.
- Femstämmiga koraler (med obligat pedal).
- Fyrstämmiga koraler
- 191 Koraler.

### Sånger
- Stinas visa, 1846.
- Blinda mannens visa, 1846.
- Sånger vid piano, 1847–49, Stockholm 1849.
  - Tonernas välde
  - En vinterkväll
  - Svanen
- Till kärleken, 1849.
- Till den försvunna, 1849.
- Kommer till mig, kyrkoaria, op. 4, 1850, transkriberad 1892.
- O godborn spring! Recitativ cavatina med aria för sopran och tenor med violin, cello och piano, 1851.
- Sanctus och Benedictus för sopran, orgel och stråkar, 1851.
- Sanctus, o salutaris för tenorsolo, violoncell och orgel, 1851.
- Ave Maria, för sång, violoncell och piano, 1851, transkriberad 1857.
- Tiggargossen, melodram för röst, violin och piano, 1853.
- Den blinde sångaren, 1853, i Förgät mig ej! Album för sång vid piano. Innehåller hittills otryckta arbeten, tillägnade Sveriges unga damer; första årgången; av svenska tonsättare. Stockholm: Svanberg, 1855; nytryck hos Hans Ahlborg Musik, 2008.
- Aftonklockan, romans för mezzosopran med obligat violoncell och piano, 1860.
- En tragedi, för sång, violoncell och piano, 1861.
- Under rönn och syrén, för mansröst, violoncell och piano, 1861.
- Hvad skall jag blifva, 1872, i Hvitsippan 13/12 1872 (provnummer), samt i bihang till Nyaste Öresunds-Posten 13 december 1872.
- Das Saitenspiel, för röst, violin och piano, 1874.
- Drömmen, för sopran, baryton och piano.
- Engelens kallelse, trestämmig.

### Körverk

#### Blandad kör a cappella
- Koral till psalmen Jag lyfter mina händer, 1848, Landskrona 1883.
- Hostias och Quam olim, ur Requiem för 8-stämmig blandad kör, 1851–54.
- Skånemännens land, för tenorsolo och kör, 1861.
- Motett över text ur Davids 147 psalm, Davids 122 psalm, Julpsalm av Biskop H.A. Brorson. Landskrona: Cecilia (musikbilaga), 1868/69.
- Vid dagens slut: Tusen, tusen stjärnor glimma, i Valda kvartetter, samlade av C. Nilsson, Stockholm 1909.
- Vårsång.
- Davids 92 Psalm (i sol-fa notation).
- Davids 112 Psalm (i sol-fa notation).

#### Manskör a cappella
- Davids 95 Psalm, motett, 1850.
- Ur De skånga sångföreningarnes album, 1864.
  - Dalen, 1855.
  - Mitt hem, 1864.
  - Wid Eyra sund, 1864.
- Under rönn och syrén, 1875.
- Dejlig är Guds himmel blå
- Vid magister John Broomés grav.

#### Körverk med instrument
- Ur Davids 89 Psalm, för solist, blandad kör, stråkar och orgel, 1849.
- Mässa nummer 3, C-dur, för blandad kör och orgel, 1857.
- Davids 100 Psalm, för solist, blandad kör och orgel, 1868.
- Kantat för kyrkoherdeinvigningen i Landskrona, pingstdagen 1875, för blandad kör och orgel.
- Davids 99 Psalm för solist, kör och orkester.